# 合鰭鼬鯰
合鰭鼬鯰，為輻鰭魚綱鯰形目鼬鯰科的其中一種，為温帶淡水魚，分布於南美洲巴西南里約格朗德州淡水流域，體長可達13.9公分，棲息在底層水域，生活習性不明。